# Richard Furney
Richard Furney foi um padre anglicano que serviu como arquidiácono de Surrey de 1725 até à sua morte em 17 de fevereiro de 1753.
Oliver foi educado no Oriel College, Oxford, graduando-se em BA em 1715 e MA. Ele viveu em Doynton, Houghton, Cheriton e Tichbourne.